# Radio Dreyeckland (Freiburg im Breisgau)

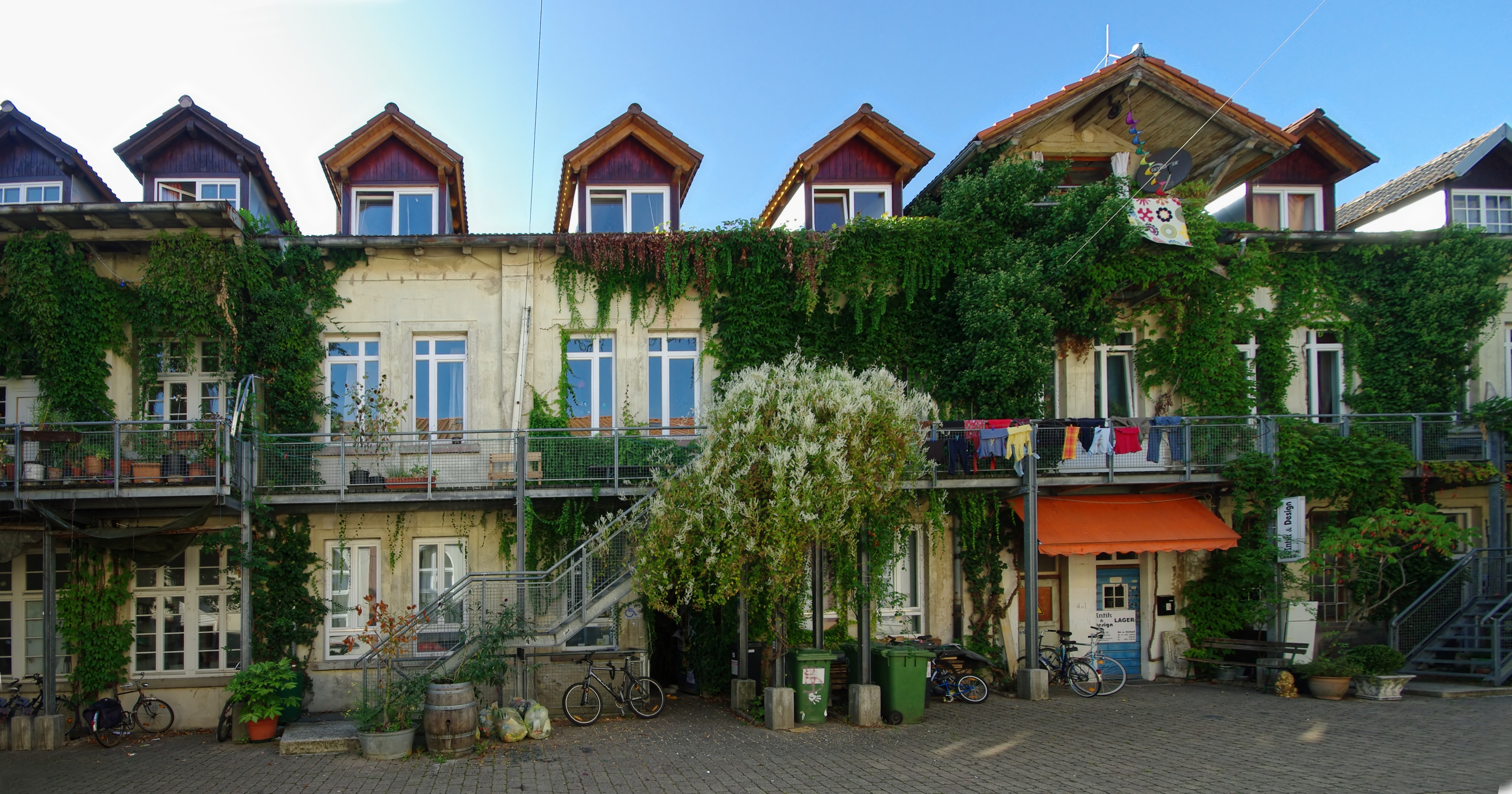
Das Grethergelände mit den Räumlichkeiten von Radio Dreyeckland im Erdgeschoss.

Radio Dreyeckland (RDL) ist ein deutscher nichtkommerzieller Hörfunksender mit Sitz in Freiburg im Breisgau.

## Geschichte
Das links-alternative Radioprojekt Radio Dreyeckland wurde 1977 als Radio Verte Fessenheim gegründet und ist das vermutlich älteste Freie Radio Deutschlands. Die erste Sendung dauerte zwölf Minuten und wurde am 4. Juni 1977 ausgestrahlt. Es war der bekannteste politische Piratensender im deutschsprachigen Raum. Seit 1981 nannte er sich Radio Dreyeckland, das grenzüberschreitend im Dreiländereck Schweiz, Frankreich, Deutschland sendete und aus dem Widerstand gegen die drei Atomkraftwerke Fessenheim, Wyhl und Kaiseraugst entstanden war. Im Vergleich der Länder war nach Angaben der Macher die Schweizer PTT die rabiateste Verfolgungsbehörde.
Nach einer Razzia im Elsass gegen Radio Dreyeckland unterstützte auch François Mitterrand eine Petition zur Legalisierung des Senders. Nachdem er Staatspräsident geworden war, trug er 1981 dazu bei, dass dies in Frankreich auch geschah. Mit der Liberalisierung des Hörfunks konnte Radio Dreyeckland offizielle Frequenzen erhalten und sich auf der französischen Seite als privater Sender etablieren, von dem die politisch orientierten deutschen und schweizerischen Radiomacher zunächst weiter Programm senden konnten. Seit Ende der 1980er Jahre sendet das deutsche Radio aus Freiburg im Breisgau sein Programm, auch der Journalist Georg Restle war für den Sender tätig.
Das französische Radio gleichen Namens hatte sich zwei Sender aufgeteilt: Radio Dreyeckland, ein kommerzieller Musiksender mit Sitz in Mülhausen (Mulhouse), der unter dem Slogan „la radio des alsaciens“ (das Radio der Elsässer) zeitweise in der gesamten Region Frequenzen belegen konnte, und Radio Dreyeckland Libre aus Colmar, das weiter als Bürgerradio funktionierte.
Entstanden ist RDL zwar aus der Anti-AKW-Bewegung, aber das Themenspektrum weitete sich bald aus, u. a. auf besetzte Fabriken in Frankreich und in den 1980er Jahren auf den Häuserkampf in Freiburg. In den ersten Jahren seiner Existenz sendete RDL als Piratensender mit einer mobilen Sendeanlage, später von einem festen Studio aus Colmar. Ab dem 20. April 1985 kamen die Sendungen illegal direkt aus Freiburg. Im Januar 1988 hat RDL in Deutschland eine offizielle Lizenz für die Veranstaltung von lokalem Hörfunk erhalten. Da sich drei Anbieter für die zwei freien UKW-Frequenzen beworben hatten, teilte die zuständige Landesanstalt für Kommunikation (LFK) die Sendezeit auf. Dagegen legten zwei Mitbewerber Einspruch ein, da sie Einbußen bei den Werbeeinnahmen befürchteten. Die LFK untersagte daraufhin RDL als spendenfinanziertem Sender den Sendebetrieb. Mitte 1988 kam es dann doch zu einer Einigung und RDL sendet seitdem legal auf der Frequenz 102,3 MHz aus seinem Freiburger Studio im selbstverwalteten Grethergelände.
Mit dem Begriff Dreyeckland sind die Regionen um das Dreiländereck Deutschland – Frankreich – Schweiz gemeint, das von RDL als Einzugsgebiet angesehen wird. Zusätzlich zur Freiburger Frequenz 102,3 MHz teilte sich RDL und Radio Kanal Ratte (RKR) bis zum 31. Dezember 2007 die Frequenz 104,5 MHz vom Senderstandort Hohe Möhr (500 W) im Wiesental. RDL sendete dort von 3 bis 15 Uhr sein Wiederholungs- und Nachtprogramm sowie ein aktuelles Morgenradio; von 15 bis 3 Uhr hörte man dort zwölf Stunden das Programm aus Schopfheim von RKR.
RDL steckte 2008/09 in seiner bislang wohl schwersten ökonomischen Krise. Grund war ein Konflikt mit der Landesanstalt für Kommunikation (LfK), um Fördermittel. Durch eine Kampagne, die die politischen Konflikte zwischen LfK und Baden-Württembergs Freien Radios thematisierte warb RDL neue Mitglieder und füllte hierdurch sowie durch 500 mal 50 Euro Spendengelder das Finanzloch.
Mit ähnlichen Projekten wie Radio Z Nürnberg, dem Querfunk Karlsruhe, dem Radio Corax aus Halle etc. tauscht RDL Sendungen aus. Einzelne Beiträge werden über das Audioportal freie-radios.net geteilt und von anderen Freien Radios übernommen. Eine enge Zusammenarbeit mit anderen Sendern bestand im von RDL initiierten, aber mittlerweile eingestellten Infosendungsprojekt zip-fm!. RDL ist im Verbund mit den anderen baden-württembergischen Freien Radios in der Assoziation Freier Gesellschaftsfunk (AFF) organisiert. Ebenfalls ist RDL Mitglied des Bundesverbandes Freier Radios und von AMARC.
Da der Sender über Antenne in Freiburg kaum störungsfrei zu empfangen ist – die Frequenz 102,3 MHz (Fernmeldeturm Vogtsburg-Totenkopf) wird von zwei starken Sendern aus der Schweiz und aus Frankreich gestört –, kämpft RDL mit der Landesanstalt für Kommunikation Baden-Württemberg – auch juristisch – um eine bessere Frequenz. RDL wird aber auch über Kabel ausgestrahlt, z. B. in Freiburg auf der Frequenz 93,6 MHz und ist im Internet zu empfangen.
Am 17. Januar 2023 fand eine Durchsuchung der Räumlichkeiten des Senders sowie der Privatwohnungen zweier Redakteure durch die Polizei statt. Grund dafür war ein mutmaßlicher Verstoß gegen ein Vereinigungsverbot. Radio Dreyeckland hatte in einem Artikel das Archiv der 2017 verbotenen Website Linksunten.indymedia verlinkt. Die Durchsuchungen und Beschlagnahmungen sowie die folgenden umfangreichen Untersuchungen wurden als rechtswidriger Angriff auf die Pressefreiheit kritisiert. Am 16. Mai 2023 verkündete das Landgericht Karlsruhe, die Anklage der Staatsanwaltschaft nicht zuzulassen, da eine solche Verlinkung „Teil der journalistischen Aufgaben“ sei. Nach einer Beschwerde der Staatsanwaltschaft hat der 2. Strafsenat des Oberlandesgerichts Stuttgart am 12. Juni 2023 das Hauptverfahren gegen einen Redakteur des Rundfunksenders vor der 5. Großen Strafkammer des Landgerichts Karlsruhe eröffnet und die Anklage der Staatsanwaltschaft Karlsruhe wegen Verstoßes gegen ein Vereinigungsverbot zur Hauptverhandlung zugelassen. Den Beschluss des Landgerichts Karlsruhe vom 16. Mai 2023, in dem die Eröffnung des Hauptverfahrens abgelehnt worden war, hat der Senat aufgehoben. In Bezug auf die Hausdurchsuchungen beim Radiosender entschied das Karlsruher Landgericht am 22. August, dass sie rechtswidrig waren. Diese Entscheidung wurde durch Beschluss des Oberlandesgerichts Stuttgart vom 7. November 2023 aufgehoben. Danach sei die Durchsuchungsmaßnahmen bei dem Redakteur des Radiosenders rechtmäßig und verhältnismäßig gewesen. Die Gesellschaft für Freiheitsrechte legte gegen diese Entscheidung des OLG Stuttgart Verfassungsbeschwerde beim Bundesverfassungsgericht ein. Der Redakteur wurde am 6. Juni 2024 freigesprochen.

## Finanzierung
Der Sender wird aus zwei Quellen finanziert: aus den Beiträgen der ca. 1.500 Mitglieder des Freundeskreises und aus den staatlichen Rundfunkgebühren. 0,01 Prozent des Gebührenaufkommens in Baden-Württemberg werden von der Landesanstalt für Kommunikation (LfK) an die neun im Lande sendenden freien, nichtkommerziellen Radios ausgezahlt – für RDL sind das ca. 51.000 Euro pro Jahr.

## Programm
„Radio Dreyeckland (RDL) ist ein linkes, demokratisches Radio in der Region rund um Freiburg“, steht im Redaktionsstatut des Senders. Hieran orientiert sich das Programm. Neben festen Redaktionen wie Frauen- und Lesbenradio, Schwule Welle, dem anarchistischen Schwarzen Kanal, dem Knastfunk und der „Linken Presseschau“ wird wochentags jeiweils drei Mal täglich eine tagesaktuelle Nachrichtensendung ausgestrahlt (Morgenradio, Mittagsmagazin und Infomagazin). Insgesamt bestehen 80 Redaktionen. Einen großen Teil der Sendezeit nehmen auch die nach Musikstilen stark ausdifferenzierten mehr oder weniger alternativen Musiksendungen ein. Wichtig sind auch die muttersprachlichen Sendungen in 14 verschiedenen Sprachen, von Russisch, Portugiesisch und Persisch bis Koreanisch. Außerdem gibt es das Gruppenradio: Einzelne Gruppen (Selbsthilfegruppen, Schulklassen, Projekte) produzieren Sendungen, die auf einem betreuten täglichen Sendeplatz ausgestrahlt werden.

### Morgenradio
Das Morgenradio sendet montags bis freitags immer zwischen 8 und 10 Uhr. Insbesondere greifen die rund 15 Mitarbeiter solche politischen und kulturellen Themen in ihren Sendungen auf, die lokale Relevanz haben und in Freiburg, Lörrach und Schopfheim interessieren. Neben viel Musik, Interviews, Studiogesprächen und Beiträgen gibt es immer pünktlich um 9 Uhr die Veranstaltungshinweise für das gesamte Dreyeckland.

### Schwule Welle

Logo der Schwulen Welle Freiburg

Die Sendung wird vorrangig für Schwule produziert.
Schon in der Pionierzeit von RDL als Piratensender war die Schwule Welle fester Programmbestandteil. Seit dem 24. November 1988 sendet sie jeden Donnerstag legal und gilt somit als die älteste aktive schwule Radiosendung in Deutschland. Seit dem 25. Juni 2009 wird jeder vierte Donnerstag im Monat von der Subredaktion „Radio RainbowStars“ gestaltet.
Gegen Ende der Sendung werden regionale und überregionale Veranstaltungstipps und Gruppentermine bekanntgegeben.
Das Team besteht aus schwulen oder bisexuellen Jungs und Männern. Die Subredaktion „Radio RainbowStars“ ist gemischtgeschlechtlich. Wie bei RDL üblich gibt es keine strikte Trennung zwischen Moderation und Technik, jeder macht mal dieses oder jenes. Redaktionssitzungen finden nach Absprache statt.

### 35 Millimeter
Einen weiteren Programmpunkt bildet seit Dezember 2005 das Filmmagazin 35 Millimeter, das einmal im Monat, jeweils am ersten Mittwoch, einstündig ausgestrahlt wird. Themenschwerpunkte sind neben Filmkritiken und Festivalberichten auch Diskussionen, Interviews mit Filmschaffenden und filmmusikalische Einlagen.
Fester Bestandteil der Sendung ist das sog. Filmische Quartett, das sich in seiner Namensgebung an das Literarische Quartett anlehnt. Hierbei diskutiert eine wechselnde Besetzung in einer rund 20-minütigen Gesprächsrunde über einen aktuellen Kinofilm.
Auch bei 35 Millimeter ist keine Trennung zwischen redaktioneller Arbeit, Moderation und Technik vorhanden.